# Jacques Mogis
Ne doit pas être confondu avec Éric Mogis.
Jacques Mogis, né le 23 novembre 1960 à Rouen est un footballeur français.

## Biographie
Natif de Saint-Étienne-du-Rouvray, en bordure de Rouen, Jacques Mogis prend sa première licence au FC Rouen en 1965 et gravit tous les échelons du club, jusqu'à faire ses débuts en équipe première en 1979, en deuxième division, comme arrière latéral. En 1982, alors qu'il s'est imposé comme titulaire, il signe son premier contrat professionnel et découvre la D1 avec la promotion du FCR. Le club s'y maintient trois saisons, le temps pour Mogis de disputer 78 rencontres. 
Après la double relégation des Rouennais en D3, il quitte la Normandie et rejoint pour deux saisons le FC Istres, en D2, puis signe à l'ES La Rochelle, où il évolue trois saisons en D3. En 1991, il rejoint l'Olympique pavillais, en D4, où il termine sa carrière. Il se reconvertit par la suite comme entraîneur au Stade philippin omnisports Rouen, un club amateur.